# FC Mamer 32
El FC Mamer 32 es un equipo de fútbol profesional Luxemburgués que actualmente juega en la Éirepromotioun de la liga luxemburguesa de fútbol. Juega en el Stade François Trausch, situado en la ciudad de Mamer.

## Historia
FC Mamer se fundó en el año 1932. El club rondó por las ligas inferiores del fútbol luxemburgués durante la mayor parte de sus primeros sesenta años, y sólo alcanzó el tercer nivel (la Primera División) brevemente durante los años 70, antes de descender de nuevo de categoría. En 1992, el Mamer ascendió de nuevo a la Primera División, permaneciendo en la misma durante siete temporadas. En la temporada 1999/2000, el Mamer ascendió a la segunda división de fútbol de Luxemburgo, la división de honor, pero inmediatamente descendió de nuevo. En la temporada 2004/2005, el Mamer alcanzó de nuevo la división de honor.
En su primera temporada en la máxima categoría de la liga, Mamer acabó en cuarta posición. Desde que la máxima categoría, la División Nacional de Luxemburgo, se expandió de doce a catorce equipos, el Mamer tuvo una oportunidad de jugar en la primera división al jugar contra el US Rumelange. Mamer ganó en los penaltis, y ascendió a la máxima categoría en 2007. Sin embargo, al finalizar la siguiente temporada fueron relegados al acabar en última posición. En 2009 volvieron a descender de categoría, pero en la temporada 2013/2014, al quedar en primera posición, ascendieron a la Éirepromotioun.

## Entrenadores
- Luc Olinger (2004-06)
- Patrick Biergen (2006-09)
- Andrea Fiorani (2009-2018)
- Antonio Coimbra (2018)
- Georges Menster (2018-)

## Palmarés
- División de Honor de Luxemburgo (1): 2025
- Primera División de Luxemburgo (1): 2014